# بنیادگرایی اسلامی در ایران

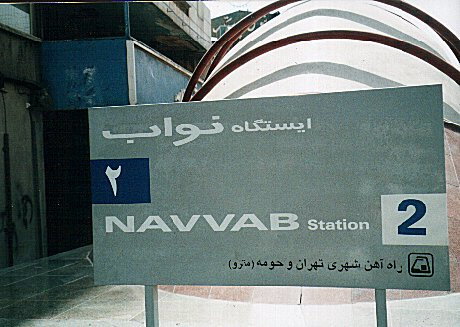
نواب‌صفوی از نخستین بنیادگرایان اسلامی همواره توسط جمهوری اسلامی ایران مورد تحسین قرار گرفته و نام وی بر روی معابر شهری دیده می‌شود.

پیشینهٔ بنیادگرایی اسلامی در ایران به بازسازی ارزش‌های اسلامی و پیدایش اسلام سیاسی در ایران مدرن بازمی‌گردد. امروزه اساساً سه نوع اسلام در ایران وجود دارد: سنت‌گرایی، روشن‌فکری و انواع گوناگون اسلام‌گرایی که معمولاً به عنوان بنیادگرایی گرد هم می‌آیند. بنیادگرایی امروزی در ایران زیرگروه همان بنیادگرایی نخستین است که تبدیل به ملغمه‌ای از جریان‌های متضاد عوام‌گرایی، فاشیسم، آنارشیسم، ژاکوبیسم و مارکسیسم غربی شده است.

## پیدایش
پیدایش اسلام بنیادگرا در ایران به اوایل قرن بیستم نسبت داده می‌شود؛ تقریباً یک قرن پس از ورود اومانیسم سکولار و هنر و دانش نوین مرتبط با آن به ایران. شیخ فضل‌الله نوری و نواب صفوی از پیشگامان بنیادگرایی دینی در ایران بودند که امروزه در نظام جمهوری اسلامی از آنان به عنوان برترین افراد و الگوها نام برده می‌شود.

خمینی نخستین رهبر اسلام سیاسی است که به قدرت رسید. این اوّلین قدم برای ایجاد قانون اساسی‌ای مبتنی بر احکام اسلامی در ایران بود.

ایران نخستین کشور در دوران پس از جنگ جهانی دوم بود که در آن اسلام سیاسی به‌وسیلهٔ انقلاب موفق بود و پس از آن دولت جدید رسماً اسلام سیاسی را به عنوان ایدئولوژی حاکم خود پذیرفت. اتحاد بزرگی که منجر به انقلاب ۵۷ شد، سکوت سنتی روحانیون را کنار گذاشت و تفسیر ایدئولوژیکی متنوعی از اسلام اتخاذ کرد. سه گفتمان اوّل اسلامی خمینیسم، ایدئولوژی چپ اسلامی علی شریعتی و اسلام لیبرال دموکراتیک مهدی بازرگان بود. گفتار چهارم گروه‌های چریک سوسیالیست با انواع اسلامی و سکولار بود و پنجمین آن مشروطه‌خواهی سکولار در اشکال سوسیالیستی و ناسیونالیستی محسوب می‌شد. بنیادگرایی اسلامی در ایران به‌تدریج با اندیشه‌های مارکسیستی پیوند خورد و گروه‌هایی با افکار التقاطی همچون سازمان مجاهدین خلق را به وجود آورد. این ملغمهٔ اسلام بنیادگرا و مارکسیستی تأثیر به‌سزایی در تمام شؤون فرهنگی، اقتصادی، اجتماعی و سیاسی ایران ایفا کرد. احسان نراقی در این رابطه می‌گوید:
مجاهدین خود را مسلمان می‌دانستند و به قرآن استناد می‌کردند. علاوه‌بر آن، خود را ملهم از روش‌ها و سنت‌هایی می‌دانستند که حضرت علی امام اوّل شیعیان، برای مبارزه با دشمنان اسلام آن‌ها را به کار می‌برد… آنان همین اسلام بنیادگرا را وسیله‌ای برای مبارزهٔ سیاسی می‌دانستند. آن‌ها ضمناً خود را مارکسیست هم می‌خواندند؛ زیرا از نظر روان‌شناختی آن را قبول داشتند. تحلیل کمونیستی به‌نظر آن‌ها ابزاری بود که می‌توانست پدیده‌های اجتماعی و سیاسی و اقتصادی را تجزیه و تحلیل کند. به این ترتیب، تلفیق و تطبیقی از دو نوع طرز تفکر متفاوت نزد آن‌ها دیده می‌شد. از سویی اسلام برایشان به‌عنوان بنیاد اعتقادی و اخروی شناخته می‌شد و از طرف دیگر همان خصلت‌ها و ارزش مذهب را برای مارکسیسم نیز قائل بودند.

## اقتصاد از دیدگاه بنیادگرایان اسلامی ایران
در اوایل انقلاب ۱۳۵۷، خمینی اعلام کرد آنچه مهم است اسلام است نه اقتصاد. وی در یکی از اظهارنظرهای خود، نگرانی‌های نخستین نخست‌وزیر لیبرال خود، مهدی بازرگان، در مورد اقتصاد را تنها با ذکر این نکته که «اقتصاد برای خرهاست!» رد کرد. با این حال، خمینی در اظهارات متناقضی، پیروان خود را در مورد عدالت و اولویت دادن به حقوق محرومان و افراد مظلوم جامعه تشویق می‌کرد.

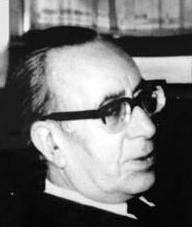
داریوش آشوری و عبدالکریم سروش معتقدند که احمد فردید در اصل بنیادگرایی نوین را در ایران نظریه‌پردازی کرده است. مصباح یزدی این ادّعا را رد می‌کند.

پس از مرگ خمینی، مفهوم «اقتصاد اسلامی» که ابتدا توسط وی در سال‌های آغازین انقلاب ارائه شد، کم‌کم به حاشیه و فراموشی سپرده شد. در انتخابات ریاست‌جمهوری ژوئن ۲۰۰۵، نه نامزد برندهٔ پوپولیست-بنیادگرا، محمود احمدی‌نژاد، و نه هیچ‌یک از مخالفان اصلاح‌طلب یا محافظه‌کار وی سخنی در مورد اقتصاد اسلامی مطرح نکردند. با این حال، پس از استقرار دولت احمدی‌نژاد، تیم نومحافظه‌کار او پروندهٔ بستهٔ اقتصاد اسلامی را باز کرد. به عنوان مثال، پرویز داوودی، معاون رئیس جمهور در سال ۲۰۰۶ گفت:
در زمینهٔ اقتصادی، ما موظف به اجرای اقتصاد اسلامی هستیم؛ نه اقتصاد سرمایه‌داری. تصور غلطی است که فکر کنیم ما معادلات و نگرش‌ها را بر اساس آن‌هایی که در نظام سرمایه‌داری هستند، ایجاد خواهیم کرد.
درگیری‌های جناح‌های تحت سلطهٔ خمینی در سیاست اقتصادی ایران از سال ۱۹۷۹ تا ۱۹۸۹ بود. از بین دو جناح اصلی، یک گروه از کنترل دولت بر اقتصاد حمایت می‌کردند و یک گروه محافظه‌کار از بخش خصوصی حمایت می‌کردند. هر دو جناح از حمایت خمینی برخوردار بودند، امّا تا سال ۱۹۸۷، وی به وضوح با حاکمیت دولتی در اقتصاد همراه بود؛ زیرا معتقد بود که سرمایه‌داری دولتی بهترین راه برای مقابله با هرگونه تهدید علیه اسلام است. مرگ خمینی در ۳ ژوئن ۱۹۸۹ باعث شد که هر دو کنش اقتصادی بدون منبع مشروعیت رها شوند.

## آیندهٔ بنیادگرایی اسلامی در ایران
عبدالکریم سروش، پشتیبان پلورالیسم اسلامی، بر این باور است که بنیادگرایی اسلامی در ایران با تضادی درونی که خود را از درون متلاشی می‌کند، روبه‌رو است. ایده‌های مشابهی نیز توسط اندیشمند ایرانی سعید حجاریان مطرح شده است. عبدالکریم سروش، محسن کدیور، سعید حجاریان و سید حسین نصر از منتقدان بنیادگرایی اسلامی در ایران هستند. امروزه نوبنیادگرایان اسلامی ایرانی در حوزه‌های علمیه قم اقلیت هستند. با این حال، آن‌ها از حمایت دو مرجع شیعه، یعنی ناصر مکارم شیرازی و حسین نوری همدانی و همچنین پشتیبانی مستقیم رهبر ایران، علی خامنه‌ای، برخوردارند.